# George Edwards (Naturforscher)

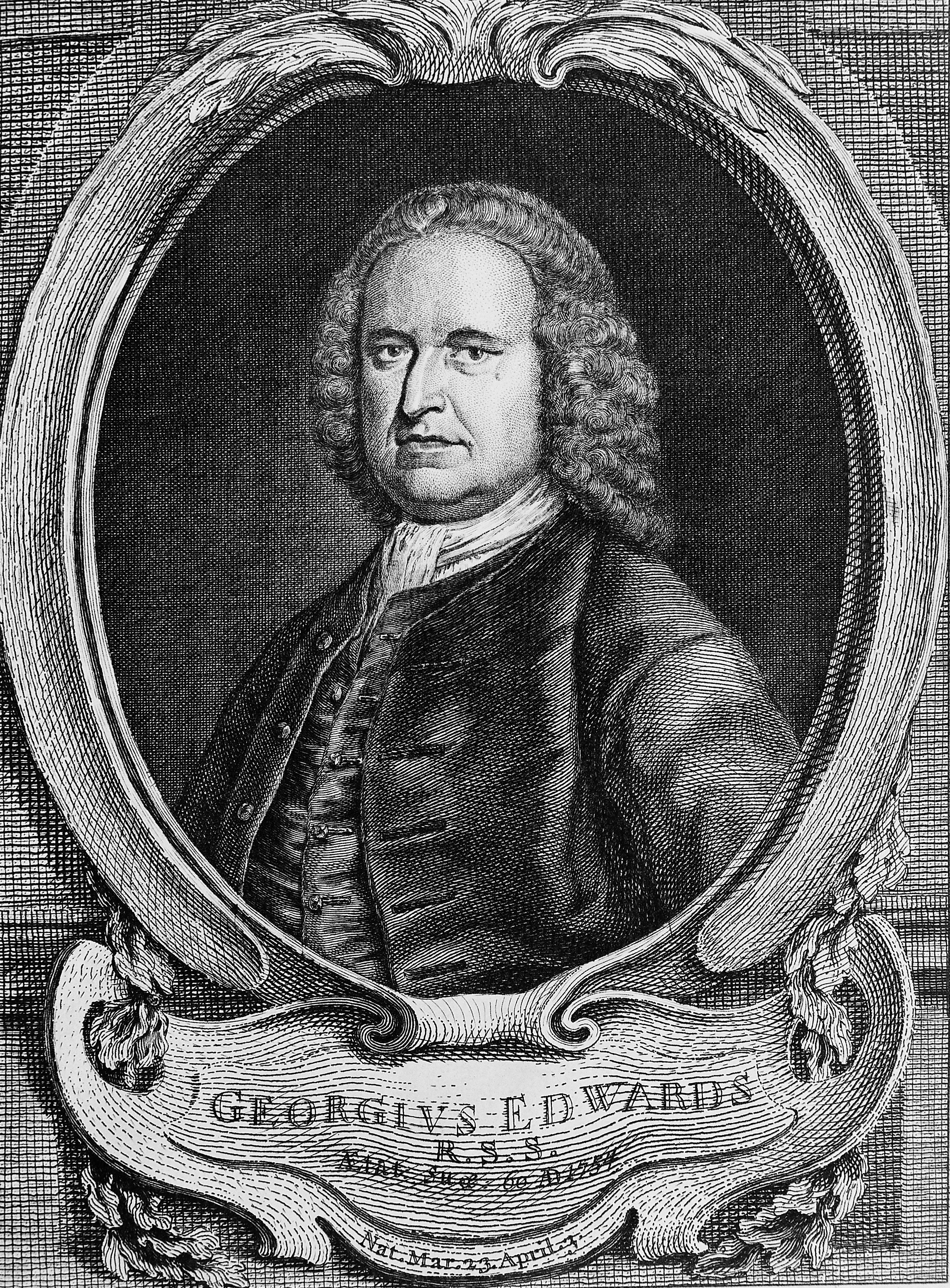
George Edwards

George Edwards (* 3. April 1694; † 23. Juli 1773) war ein englischer Naturforscher und Ornithologe, bekannt als der „Vater der britischen Vogelkunde“.

## Leben
Edwards wurde in Stratford, Essex geboren. Nach einer siebenjährigen Lehre bei einem Londoner Kaufmann (bis 1716) bereiste er ausführlich das europäische Festland, studierte Naturgeschichte und wurde durch seine kolorierten Tierdarstellungen, insbesondere von Vögeln bekannt. Die Technik des Ätzens hatte er von dem Naturhistoriker Mark Catesby erlernt. Auf Empfehlung von Sir Hans Sloane wurde er 1733 Pedell (engl. Bedell) des Royal College of Physicians in London. Edwards selbst beschrieb sich als Keeper of the College Library obwohl es eine solche Position offiziell nicht gab.
Um das Jahr 1764 herum zog sich Edwards nach Plaistow zurück, wo er 1773 starb.

## Veröffentlichungen

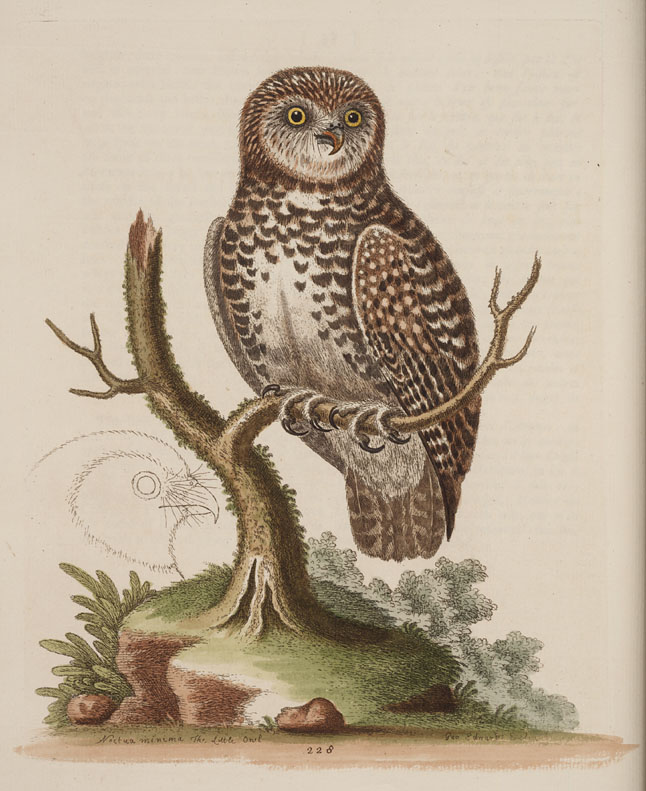
Radierung aus Gleanings, Band I: „The little owl“

1743 veröffentlichte er den ersten Band seiner A Natural History of Birds, deren vierter Band 1751 erschien. Drei ergänzende Bände mit den Titeln Gleanings of Natural History, wurden zwischen 1758 und 1764 veröffentlicht. Beide Werke enthalten zusammen mehr als 600 Radierungen und Beschreibungen naturgeschichtlicher Subjekte.
Linné nutzte Edwards oft erstmalige Beschreibungen als Grundlage für die wissenschaftliche Benennung zahlreicher Vogelarten. Eine deutsche Übersetzung der Natural History of Birds wurde wenige Jahre nach ihrem Erscheinen von den Nürnberger Illustrator Johann Michael Seligmann gedruckt.
Weitere Werke von George Edwards sind Essays of Natural History (1770) und Elements of Fossilogy: or, An Arrangement of Fossils, Into Classes, Orders, Genera, and Species; With Their Characters (1776).

## Auszeichnungen
Edwards wurde 1750 von der Royal Society für A Natural History of Birds mit der Copleymedaille ausgezeichnet. Der Puffotter-Katzenhai Haploblepharus edwardsii wurde nach Edwards benannt, der diese Art zuerst beschrieben hatte.